# Karula (stacja kolejowa)
Karula – stacja kolejowa w miejscowości Väheru, w prowincji Valga, w Estonii. Położona jest na linii Valga – Koidula.

## Historia
Stacja powstała w czasach carskich na Kolei Pskowsko-Ryskiej. Początkowo nosiła nazwę Кароленъ (Karolen).